# برايان سوير
برايان سوير (بالإنجليزية: Brian Sawyer)‏ (28 يناير 1938 في المملكة المتحدة - ) هو لاعب كرة قدم بريطاني في مركز الهجوم. لعب مع برادفورد سيتي ونادي روذرهام يونايتد وBuxton F.C. ‏.